# Johann Philipp Franz von Schönborn
Johann Philipp Franz von Schönborn (Wurzburgo, Alemania, 15 de febrero de 1673-Bad Mergentheim, Alemania, 18 de agosto de 1724) fue el príncipe obispo de Wurzburgo de 1719 a 1724.
Nació en Wurzburgo, era hijo de Melchior Friedrich, conde de Schönborn-Buchheim (1644-1717), y su esposa María Anna Sophia von Boineburg (1652-1726). Su padre era hermano de Lothar Franz von Schönborn, quien fue arzobispo elector de Maguncia. Fue nombrado canónigo de la catedral de Wurzburgo en 1685. Luego estudió en la Universidad de Wurzburgo, la Universidad de Maguncia y en Roma, estudios que completó en 1693. Fue admitido en el cabildo catedralicio de Wurzburgo en 1699.
El cabildo de la catedral lo eligió como nuevo príncipe obispo el 18 de septiembre de 1719. Recibió el sacramento del orden el 25 de julio de 1720. El 10 de noviembre de 1720 Lothar Franz von Schönborn lo consagró como obispo.
Falleció de un ataque cardíaco en 1724. Se lo recuerda especialmente por haber contratado la construcción de la residencia de Wurzburgo y de la capilla Schönborn. 